# Raamgracht
Le Raamgracht (« canal du bélier » en néerlandais) est un canal secondaire de la ville d'Amsterdam. Il est situé à l'est de l'arrondissement de Centrum (dans le Lastage) et relie le Kloveniersburgwal au Zwanenburgwal. Son tracé est parallèle à celui de l'Amstel. Jusqu'à la fin du XVIe siècle, le quartier situé entre le Kloveniersburgwal et le Zwanenburgwal était connu comme « l'espace situé hors des limites de la ville vers l'Amstel ». Il fut consolidé dans la ville en 1593.
Le canal est situé dans l'ancien quartier juif du Jodenbuurt. Au cours de la Seconde Guerre mondiale, de nombreux habitants juifs du Raamgracht furent transportés vers les camps de concentration où beaucoup périrent.
Au début des années 1970, l'écrivain, poète, dramaturge et réalisateur belge Hugo Claus résida sur le canal avec sa muse, Sylvia Kristel.
Le siège de l'hebdomadaire Vrij Nederland est situé sur un immeuble du Raamgracht, à l'intersection avec le Kloveniersburgwal.